# إبرة حقن

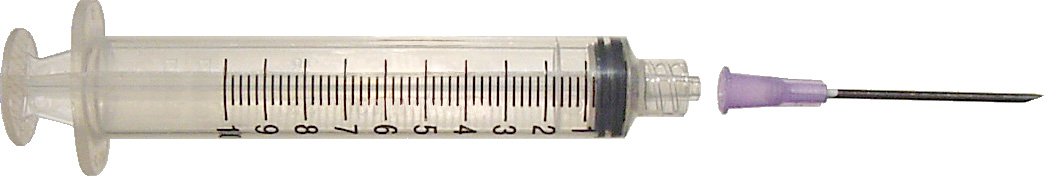
إبرة حقن على اليسار موضوعة إلى جانب محقن من الممكنم وصلها به على اليمين.

إبرة الحقن هي إبرة مجوفة تستخدم عادة مع المحقن لحقن مادة في الجسم. وقد تستخدم أيضاً لأخذ عينات من الجسم، مثلاً أخذ عينة من الدم من الوريد لأغراض التحليل الطبي. تستخدم إبرة الحقن لحقن الأدوية مباشرة أو عند حقن مواد من غير الممكن تناولها عن طريق الفم أو هضمها وذلك إما بسبب لأنها لن تمتص (كمادة الأنسولين) أو بسبب أنها ضارة للكبد (مثل التستوستيرون).

## إبرة للاستخدام لمرة واحدة
معظم إبر الحقن المتوافرة تجارياً تكون مخصصة للاستخدام لمرة واحدة فقط؛ بسبب صعوبة تعقيمها وشحذها قبل إعادة الاستعمال. من الممكن لإعادة استعمال الإبر أن يتسبب بنقل العديد من الأمراض الدموية مثل فيروس نقص المناعة.

## صناعة إبر الحقن
تصنع الإبر عادة من مادة الفولاذ الغير قابل للصدأ على شكل أنابيب بإمرارها على قوالب أصغر فأصغر لجعلها ذات ثخانة مناسبة. تقطع الإبرة بشكل مائل لصنع الرأس الحاد مما يجعل الإبرة تخترق الجلد بسهولة ودون التسبب بالكثير من الألم. ولكن يجب مراعاة أنه عند إدخال الإبرة في الجلد يجب أن يكون القطع المائل للرأس موجهاً للأعلى.

## معايرة الإبرة
قطر الإبرة يتم قياسه عند طريق معيار الإبرة. توجد أطوال مختلفة للإبر لأي مقياس لها. هناك أنظمة مختلفة لمعايرة الإبر، يتضمن معايرة أعقاب الإبر ونظام القسطرة الفرنسي. الإبر في الاستخدام الطبي العام يتراوح قياسها من 7 معيار (الأكبر) إلى 33 معيار (الأصغر) على نظام أعقاب الإبر. قياس 21 معيار هو الأكثر استخدامًا من أجل سحب الدم من أجل الاختبارات المختلفة و 16 و 17 معيار الأكثر استخدامًا من أجل التبرع بالدم؛ لأنها كبيرة كفاية من أجل مرور خلايا الدم الحمراء من دون أي عقبات (هذا يسمح مرور كمية دم أكثر في وقت أقل). مقياس حقن أقل سوف يؤدي إلى تفجر خلايا الدم الحمراء وإن حدث هذا فإن الدم يصبح بلا فائدة للشخص المتلقي له. وأيضًا تكون الإبر المعادة استعمالها مفيدة لبعض التطبيقات العلمية. إبر الاستعمال مرة واحدة منتشرة في الطب. حقن الاستعمال مرة واحدة تكون مثبتة على محور بلاستيك أو ألمونيوم الذي يربط ببرميل الحقنة بوساطة التثبيت أو عن طريق لية.

## الاستعمال غير الاختصاصي
حقن تحت الجلد تستعمل غالبًا من قبل المحترفين الطبيين—أطباء، ممرضات، موظّفو إسعاف—و لكن في بعض الأحيان يستخدمهم المرضى أنفسهم. هذا شائع في النوع الأول من مرض السكر الذي قد يتطلب أكثر من حقنة أنسولين في اليوم الواحد. ومن الممكن أيضًا مع المرضى المصابين بالربو أو أي حساسيات أخرى حادة. مثل هؤلاء المرضى قَدْ يَحتاجونَ لأَخْذ حُقَنِ لمنع تكون أجسام مضادة للمادة الفعالة في الدواء. أَو هم قَدْ يَحتاجوا لحَمْل أدويةِ قابلة للحقن للاسْتِعْمال للإسعافات الأوليةِ في حالة ردّ فعل حسّاس حادّ. مثل هؤلاء المرضى يحملوا معهم دائمًا حقن محملة بالأدرينالين. الاستخدام الواسع لهذه العقاقير من الممكن أن يوقف أي رد حساس حاد. ويمنع حدوث أي صدمة فجائية.

## اقرأ أيضاً
- طرق إعطاء الدواء
- محقنة
- حقنة
- مياه الحقن